# Metrô de Belo Horizonte
Die Metrô de Belo Horizonte ist das U-Bahn-System der brasilianischen Stadt Belo Horizonte.

## Strecken

### Linie 1

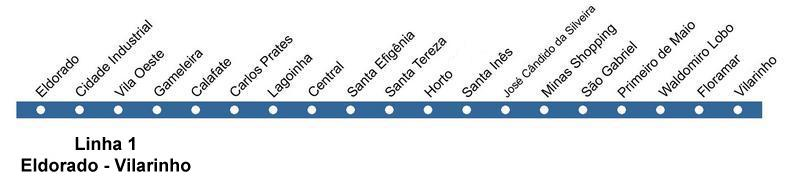
Streckenband der bisher einzigen Metrolinie der Metrô de Belo Horizonte

Der Bau der Metro begann 1981 mit der Strecke der Linie 1 von Eldorado nach São Gabriel. Geplant waren 16 Stationen auf einer Länge von 23,5 Kilometern, ein vollständig oberirdischer Verlauf mit der Fahrdrahtspannung von 3000 Volt Gleichstrom und einer Spurweite von 1600 Millimetern. Der erste Bauabschnitt zwischen Eldorado und Central mit 12,5 Kilometern Strecke und sieben Haltestellen (damals noch ohne die Station Vila Oest) wurde am 1. August 1986 mit einer Flotte von lediglich fünf Triebzügen in Betrieb genommen. Der Weiterbau musste aufgrund von Finanzproblemen 1987 eingestellt werden. Vier Jahre später wurden die Bauarbeiten weitergeführt, die Flotte um die ursprünglich geplanten weiteren 20 Züge aufgestockt und die Strecke bis São Gabriel mit den Stationen Vila Oest, José Cândido da Silveira und Minas Shopping ergänzt. Außerdem wurde die Fortführung nach Norden um weitere vier Stationen und sechs Kilometer Strecke beschlossen, deren Bau 1996 begann. 1997 wurde der zweite Bauabschnitt von Central bis São Gabriel eröffnet und schließlich 2002 mit der Inbetriebnahme bis zur Station Vilarinho die Linie 1 vorläufig fertiggestellt. Die gesamte U-Bahn-Strecke ist derzeit 28,1 Kilometer lang und bedient 19 Stationen.
Eine Verlängerung im Westen um eine Station bis Novo Eldorado ist derzeit im Bau und soll 2026 eröffnet werden.

### Linie 2
Eine Linie 2, deren Bau bereits 1998 begann und 2004 aus Finanznot wieder eingestellt wurde, ist nunmehr seit Oktober 2024 erneut im Bau. Sie wird von einer zwischen den Stationen Calafate und Gameleira liegenden neuen Station Nova Suica abzweigen und südwestwärts nach Barreiro führen. Dieser Streckenabschnitt wird etwa 10,5 Kilometer lang sein und insgesamt sieben Haltestellen umfassen. Die Strecke soll 2029 eröffnet werden.
In Betrieb und im Bau befindliche Abschnitte:
| Linie | Strecke                  | Eröffnung           | Länge (km) | Stationen | Fahrtdauer (min) | Betriebszeiten                  |
| ----- | ------------------------ | ------------------- | ---------- | --------- | ---------------- | ------------------------------- |
| 1     | Eldorado ↔ Vilarinho     | 1986, 1997 und 2002 | 28,1       | 19        | 44               | Täglich von 05.45 bis 23.00 Uhr |
| 1     | Novo Eldorado ↔ Eldorado | 2026 geplant        | 1,8        | 1         | 3 (geplant)      | im Bau                          |
| 2     | Barreiro ↔ Nova Suiça    | 2029 geplant        | 10,5       | 7         | 20 (geplant)     | im Bau                          |

## Weitere Planungen

### Linie 1
Langfristig gesehen kann die Linie 1 über die beiden jetzigen Endhaltestellen verlängert werden.

### Linie 2
Als eine Art Bypass der Linie 1 wird an der Verbindung von Santa Teresa (Linie 1) zu einer Verbindung mit der Linie 2 an der Station Tereza Christina geplant. Dabei schneidet sie die Linie 3. Sie trägt ebenfalls die Bezeichnung Linie 2 und wird voraussichtlich 10,5 Kilometer lang sein und neun Haltestellen besitzen.

### Linie 3
Weiterhin war eine Linie 3 im Gespräch, die in Nord-Süd-Richtung das Stadtzentrum durchqueren und eine Anbindung an den Flughafen ermöglichen sollte. Hier wurde im nördlichen Streckenteil zur Fußball-WM 2014 eine BRT-Linie eingerichtet. Keiner der beiden Streckenabschnitte ist Teil der 2022 erteilten Konzession.
Folgende Strecken waren oder sind in der Diskussion:
| Linie | Strecke                            | Baubeginn | Länge (km) | Stationen | Status                                                                            |
| ----- | ---------------------------------- | --------- | ---------- | --------- | --------------------------------------------------------------------------------- |
| 1     | Bernardo Monteiro ↔ Novo Eldorado  | ?         | 5,4        | 3         | Vorstudie erstellt                                                                |
| 2     | Nova Suiça ↔ Hospitais             | ?         | 8,5        | 7         | Vorstudie erstellt                                                                |
| 2     | Hospitais ↔ Santa Tereza           | ?         | 3,0        | 2         | Vorstudie erstellt                                                                |
| 3     | Lagoinha ↔ Savassi                 | ?         | 4,5        | 5         | Baugrundanalyse erstellt, Planung ruhend                                          |
| 3     | Pampulha ↔ Lagoinha                | ?         | 8,0        | 8         | Vorstudie erstellt, Planung ruhend; alternativ wurde 2014 eine BRT-Linie eröffnet |
| 4     | Betim Terminal ↔ Bernardo Monteiro | ?         | 19,2       | 16        | Vorstudie erstellt, Planung ruhend                                                |
| 5     | São Gabriel ↔ Confins              | ?         | 18,5       | 10        | Vorstudie abgebrochen                                                             |

## Fahrzeuge
Derzeit umfasst der Fahrzeugpark der Metro Belo Horizonte 35 Fahrzeuge aus zwei Bauserien. Die Fahrzeuge der Série 900 bieten Platz für 1026 Passagiere, die der Série 1000 befördern bis zu 1320 Fahrgäste.
Im Juni 2024 wurde mit dem chinesischen Hersteller Changchun Railway Vehicles Co. & Ltd. der China Railways Rolling Stock Corporation (CRRC) ein Vertrag über die Lieferung von 24 neuen Triebzügen, die mit ATO ausgerüstet sein werden, unterzeichnet. Damit sollen ab 2026 die 25 Einheiten der Flotte der Serie 900 vollständig ersetzt werden.
| aktuelle Flotte   |             |        |                               | |                               |               |
| Bild              | Bezeichnung | Anzahl | Wagen                         | Hersteller                                                                                                  | Herstellungsland              | Auslieferung  |
|                   | Série 900   | 5      | 4                             | Consórcio Construtor de Trens Unidade (CCTU): Francorail, Cobrasma, MTE, Brown Boveri und Jeumont Schneider | Frankreich, Kanada, Brasilien | 1984          |
| 20                | Série 900   | 4      | Alstom / ADTranz / Bombardier | Frankreich, Kanada                                                                                          | 2001                          |               |
|                   | Série 1000  | 10     | 4                             | CAF / Alstom                                                                                                | Spanien, Frankreich           | 2012 und 2015 |
| zukünftige Flotte |             |        |                               | |                               |               |
| Bild              | Bezeichnung | Anzahl | Wagen                         | Hersteller                                                                                                  | Herstellungsland              | Auslieferung  |
|                   |             | 24     | 4                             | CRRC, Ltd.                                                                                                  | Volksrepublik China           | ab 2026       |

## Betrieb
Bereits 2001 wurde die U-Bahn von der 1984 gegründeten Companhia Brasileira de Trens Urbanos (CBTU) an die Aktiengesellschaft Trem Metropolitano de Belo Horizonte SA übergeben, unterstand aber verwaltungstechnisch weiterhin dem staatlichen Konzern CBTU. Im Jahr 2019 nahm die brasilianische Bundesregierung im Conselho do Programa de Parcerias e Investimentos die CBTU und Trensurb, das Unternehmen, das das U-Bahn-System von Porto Alegre betreibt, in das Programa Nacional de Desestatização auf, um den Konzessions- und/oder Privatisierungsprozess der von ihnen betriebenen Transportsysteme zu erleichtern. Am 22. Dezember 2022 wurde die Metro Belo Horizonte im Rahmen einer Auktion an der Börse von São Paulo versteigert. Die Comporte-Gruppe, die im Straßengüter- und Personenverkehr tätig ist, gewann das Auktionsverfahren mit einem Gebot für rund 25,7 Millionen R$, umgerechnet rund 4,7 Millionen Euro. Dafür übernimmt Comporte für 30 Jahre Betrieb, Verwaltung und Instandhaltung der Metro sowie die Revitalisierung und Erweiterung der Linie 1 und den Bau der Linie 2, mit einem Zuschuss von 3,8 Milliarden R$ (umgerechnet 700 Millionen Euro) aus Mitteln der Bundesregierung, aus Bußgeldern, die von den Schienengüterverkehrsunternehmen VLI und Ferrovia Centro Atlântica aufgrund der Aufgabe konzessionierter Eisenbahnabschnitte gezahlt wurden, aus Mitteln der Regierung des Bundesstaates Minas Gerais, aus Entschädigungen aus der gerichtlichen Einigung mit Vale S.A. aufgrund der sozio-ökologischen Schäden, die durch den Dammbruch von Brumadinho im Jahr 2019 verursacht wurden, zusätzlich zu den finanziellen Beiträgen des Unternehmens selbst während der gesamten Konzessionsdauer. Die offizielle Betriebsübernahme durch Comporte unter dem Namen metrôBH fand am 23. März 2023 statt. Nach Abschluss aller Bau- und Modernisierungsmaßnahmen sollen ab 2029 täglich 270.000 Passagiere befördert werden, 220.000 auf Linie 1 sowie 50.000 auf Linie 2.
Die Metro wird täglich von 5:15 bis 23:00 Uhr betrieben. Im Jahr 2014 wurde die Betriebszeit nach einem Beschluss des Stadtrates probeweise bis Mitternacht verlängert, das Projekt wurde allerdings nach nur einem Monat mangels Nachfrage wieder eingestellt.
In der Hauptverkehrszeit verkehren die Züge im 7-Minuten-Takt, in den werktäglichen Schwachverkehrszeiten sowie an Wochenenden und Feiertagen alle 15 Minuten.
Der Preis für eine Einzelfahrt beträgt aktuell (Stand Oktober 2024) unabhängig von der Streckenlänge immer 5,50 R$, umgerechnet knapp 0,90 Euro.